# 273-й истребительный авиационный полк (74-й сад)
273-й истребительный авиационный полк (273-й иап) — воинская часть Военно-воздушных сил (ВВС) Вооружённых Сил РККА, принимавшая участие в боевых действиях Великой Отечественной войны.

## История наименований полка
За весь период своего существования полк несколько раз менял своё наименование:
- 273-й истребительный авиационный полк;
- 773-й истребительный авиационный полк;
- Войсковая часть (Полевая почта) 21231;
- Войсковая часть (Полевая почта) 59579 (с октября 1953 года).

## Создание полка
273-й истребительный авиационный полк начал формироваться в марте 1941 года в ВВС Северо-Кавказского военного округа на аэродроме вблизи станицы Крымская Краснодарского края за счёт личного состава 14-й отдельной истребительной авиационной эскадрильи и пилотов Батайской ВАШП выпуска весны 1941 г.
| И-16 | ЛаГГ-3 |

## Переименование полка
273-й истребительный авиационный полк 07 мая 1942 года переименован в 773-йистребительный авиационный полк.

## В действующей армии
В составе действующей армии:
- с 4 ноября 1941 года по 6 мая 1942 года.

## Командиры полка
- подполковник, полковник Гиль Яков Илларионович[3], 03.1941 — 06.11.1941
- майор Деревнин Константин Павлович[3], 06.11.1941 — 07.05.1942

## В составе соединений и объединений
| Период        | Фронт (округ)                   | армия                    | дивизия                                 | примечание                                                              |
| ------------- | ------------------------------- | ------------------------ | --------------------------------------- | ----------------------------------------------------------------------- |
| 01.03.1941 г. | Северо-Кавказский военный округ | ВВС округа               |                                         | Крымская, И-16                                                          |
| 22.06.1941 г. | Северо-Кавказский военный округ | ВВС округа               | 73-я истребительная авиационная дивизия | Находился в стадии формирования, имея в боевом составе 15 И-16          |
| 01.08.1941 г. | Северо-Кавказский военный округ | ВВС округа               | 73-я смешанная авиационная дивизия      | Формирование завершено по штату 015/134 на самолётах И-16               |
| 15.10.1941 г. | Северо-Кавказский военный округ | ВВС округа               | 73-я смешанная авиационная дивизия      | Переформирован по штату 015/174                                         |
| 30.10.1941 г. | Северо-Кавказский военный округ | ВВС округа               | 73-я смешанная авиационная дивизия      | перевооружён на истребители ЛаГГ-3                                      |
| 30.10.1941 г. | Южный фронт                     | ВВС фронта               | 73-я смешанная авиационная дивизия      | Часть наиболее подготовленных лётчиков полка приступила к боевой работе |
| 04.11.1941 г. | Южный фронт                     | ВВС 56-й отдельной армии | 74-я смешанная авиационная дивизия      | в полном составе вступил в боевые действия на ЛаГГ-3                    |
| 25.11.1941 г. | Южный фронт                     | ВВС 56-й отдельной армии | 74-я смешанная авиационная дивизия      | Имел в боевом составе 16 ЛаГГ-3 (из них 4 неисправных)                  |
| 01.03.1942 г. | Южный фронт                     | ВВС 37-й армии           |                                         |                                                                         |
| 07.05.1942 г. | Южный фронт                     | ВВС 37-й армии           |                                         | Переименован в 773-й иап                                                |

## Участие в операциях и битвах
- Барвенково-Лозовская операция — с 18 января 1942 года по 31 января 1941 года.

## Первая победа полка в воздушном бою
Первая известная воздушная победа полка в Отечественной войне одержана 28 октября 1941 года: парой ЛаГГ-3 (ведущий лейтенант Дроздов) в воздушном бою в районе ст. Приморско-Ахтарская сбит немецкий бомбардировщик Ju-88.

## Самолёты на вооружении
| Период                  | Самолёты |
| ----------------------- | -------- |
| 01.03.1941 — 15.10.1941 | И-16     |
| 15.10.1941 — 07.05.1942 | ЛаГГ-3   |

## Базирование
| Период               | Аэродром                     |
| -------------------- | ---------------------------- |
| 03.1941 — 22.06.1941 | Крымская, Краснодарский край |